# Hyblaeus Dorsa
Gli Hyblaeus Dorsa sono una struttura geologica della superficie di Marte.